# Бухта Беринга
Бухта Бе́ринга — бухта на севере Охотского моря в Тауйской губе.

## Топоним
Бухта, как и близлежащая гора Командора Беринга, названа в честь российского мореплавателя Витуса Беринга, который открыл остров Спафарьева в 1740 году. Именем Беринга названы также гора, мыс и полуостров в восточной части Тауйской губы.

## География
Расположена в середине острова Спафарьева, вдаваясь в западную часть. Выходит в пролив Лихачёва, который отделяет остров Спафарьева от полуострова Хмитевского северо-восточнее. От восточного побережья острова бухта отделена низменным галечным перешейком длиной более километра и шириной 200—300 метров. На перешейке расположены горько-солёное озеро, населённый пункт Остров Спафарьева, два рыбоперерабатывающих завода, действовавших до 1993 года, метеостанция и маяк.
Западным входным мысом в бухту является Пещеры рядом с горой Петра высотой 228 метров. На восточном побережье расположена гора Командора Беринга высотой 571 метр.
Средняя величина прилива — 4 метра, наибольшая глубина — 43 метра.